# Bataille de Sphactérie
Guerre du Péloponnèse
Batailles
- Sybota
- Potidée
- Chalcis
- Patras
- Naupacte
- Mytilène
- Tanagra
- Étolie
- Olpae
- Idomene
- Pylos
- Sphactérie
- Délion
- Amphipolis
- Mantinée
- Mélos
- Expédition de Sicile
- Symi
- Érétrie
- Cynosséma
- Abydos
- Cyzique
- Notion
- Arginuses
- Aigos Potamos

La bataille de Sphactérie, en 425 av. J.-C., pendant la guerre du Péloponnèse, voit une victoire athénienne sur Sparte. C’est une étape importante de l’histoire militaire, puisqu’une troupe d’infanterie légère vainc une phalange d’hoplites.

## Les débarquements

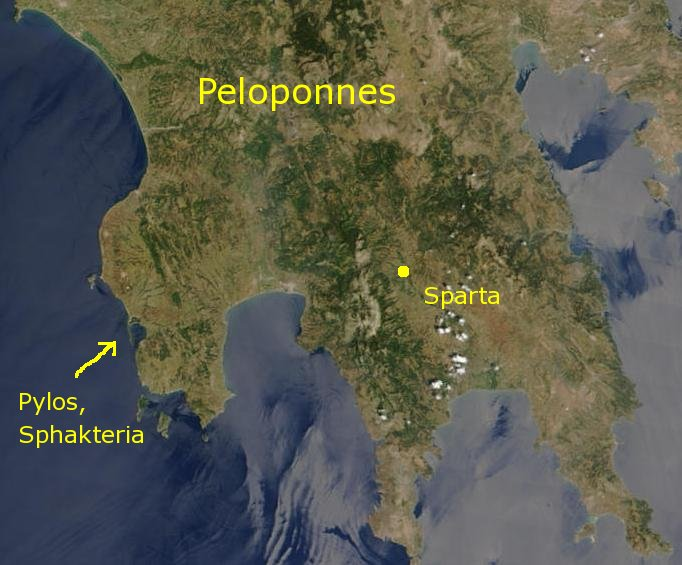
Sphactérie sur une image satellite de la Grèce.

La flotte athénienne qui se rendait vers Corcyre assiégée, doit se réfugier dans le golfe de Pýlos à la suite d'une tempête. Le stratège Démosthène garde avec lui cinq trières athéniennes, plus deux venant de leur alliée Naupacte. Devant la menace sur le territoire messénien, Sparte attaque Pylos sans succès, puis occupe l'îlot de Sphactérie.
Pendant ce temps, la flotte athénienne réussit à dégager Corcyre de l'emprise spartiate, et revient assister Démosthène. 420 hoplites lacédémoniens, dont la moitié environ de citoyens spartiates, se trouvent alors cernés sur l'îlot.

## Le siège
Des négociations entre Sparte et Athènes commencent. Pour obtenir le droit de ravitailler la troupe de Sphactérie, Sparte devait livrer 60 trières. Le démagogue Cléon fait échouer les négociations en réclamant en plus les ports de Mégare et Trézène, ainsi que l'Achaïe. Les Spartiates n'acceptent pas les conditions d'Athènes et parviennent à ravitailler Sphactérie à l'aide de nageurs.
Cléon, mis au défi par ses concitoyens de remporter la victoire, rejoint Démosthène. Amenant avec lui un contingent de peltastes et d’archers, Cléon se flatte de remporter la victoire dans les vingt jours.

## La bataille

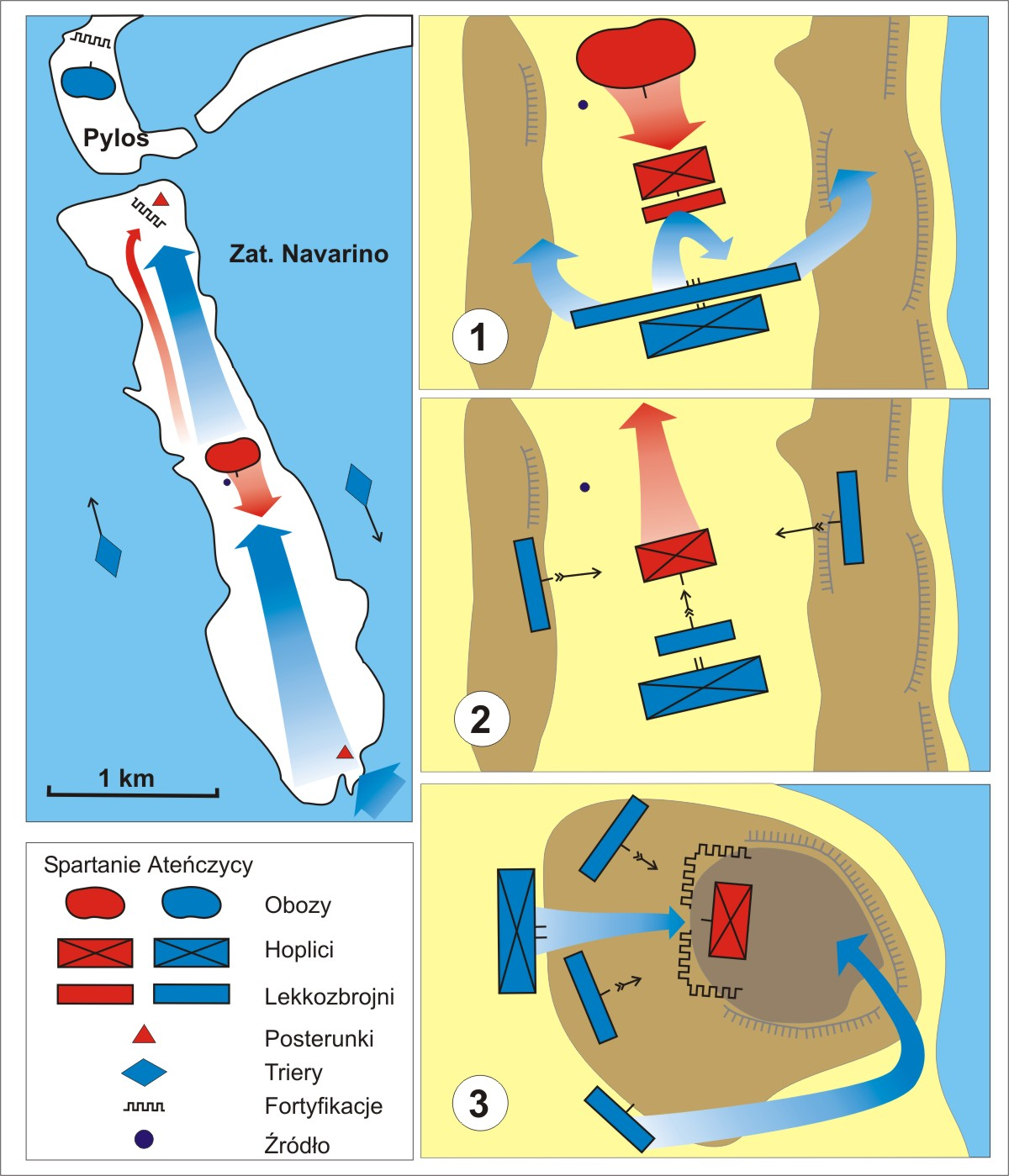
Sfakteria plan de la bataille

Les Athéniens débarquent avant l'aube, bousculent les avant-postes spartiates et progressent dans l'île. Le gros des forces spartiates avance également vers les Athéniens.
Les hoplites spartiates ne peuvent engager les hoplites athéniens, de peur que les peltastes ennemis n'attaquent leurs flancs et leurs arrières. Les peltastes, que n'encombrent ni armure ni lourds boucliers, esquivent facilement la charge des hoplites spartiates. Ceux-ci sont harcelés sans arrêt, sous une pluie de projectiles de fronde, de flèches et de javelots, tous ces projectiles lancés de moins de 50 mètres. Leur commandant, Epitadas, est tué, son second, Styphon, est blessé.
Les Spartiates se retirent dans leur avant-poste, un fort en ruines. Les Spartiates tiennent jusqu'au moment où un officier messénien conduit ses troupes le long de l'arête d'une falaise et débouche sur leurs arrières. Encerclés, épuisés, les Spartiates capitulent. 292 hoplites sont faits prisonniers dont 120 homoioi. Les Athéniens ont perdu 50 hommes environ.
Les événements de Sphactérie font grand bruit en Grèce : pour la première fois, des Spartiates préférent se rendre plutôt que de mourir. Une grave crise secoue la cité démoralisée et conduit au massacre de 2 000 hilotes. La présence d'un poste athénien à Pylos met en danger l'ensemble du territoire messénien, immobilisant ainsi une garnison lacédémonienne dans la région. Enfin, Athènes menace de mettre à mort les prisonniers de Sphactérie si les Spartiates ne cessent pas leurs invasions annuelles de l'Attique.
Les citoyens spartiates qui ont capitulé sont bannis de Sparte et spoliés de tous leurs biens, avant d’être réintégrés dans la cité.
La bataille démontre la valeur des troupes légères[réf. nécessaire] car les Spartiates ont été vaincus sans que les troupes d'hoplites n'engagent le combat.